# Trung Phúc
Trung Phúc là một xã thuộc huyện Trùng Khánh, tỉnh Cao Bằng, Việt Nam.

## Địa lý
Xã Trung Phúc nằm ở phía nam huyện Trùng Khánh, có vị trí địa lý:
- Phía đông giáp xã Đức Hồng
- Phía tây giáp huyện Quảng Hòa và các xã Quang Trung, Xuân Nội
- Phía nam giáp huyện Quảng Hòa và xã Đoài Dương
- Phía bắc giáp xã Lăng Hiếu và xã Quang Trung.

Xã Trung Phúc có diện tích 31,59 km², dân số năm 2019 là 2.952 người, mật độ dân số đạt 93 người/km².
Trên địa bàn xã có một số ngọn núi như Gốc Bưởi, Lũng Sao, Ngườm Phan, Pác Khản và đèo Keng Mạ. Xã Trung Phúc có một mỏ mangan ở phía tây, có hang Ngườm Hoài, hang Ngườm Mạ và có sông Bắc Vọng chảy trên địa bàn.

## Lịch sử
Sau năm 1975, Trung Phúc là một xã thuộc huyện Trùng Khánh.
Đến năm 2019, xã Trung Phúc được chia thành 16 xóm: Cốc Phay, Tân Lập, Bản Gằn - Pác Mác, Nưa Chang, Hao Phò, Kéo Hin, Pác Riêng, Đồng Tâm, Tục Lũng, Nà Gàng, Nà Phò, Nà Luộc, Phia Phảng, Phò Phước, Pác Loan, Tân Chung.
Ngày 9 tháng 9 năm 2019, Hội đồng Nhân dân tỉnh Cao Bằng ban hành Nghị quyết số 27/NQ-HĐND về việc:
- Sáp nhập ba xóm Hao Phò, Nưa Chang, Nà Luộc thành xóm Cảm Hảo
- Sáp nhập hai xóm Phia Phảng và Nà Gàng thành xóm Ngưỡng Đồng
- Sáp nhập hai xóm Pác Riêng và Tục Lũng thành xóm Đồng Tiến
- Sáp nhập hai xóm Nà Phò và Phò Phước thành xóm Quỳnh Quản.

## Hành chính
Xã Trung Phúc được chia thành 11 xóm: 
Bản Gằn - Pác Mác, Cảm Hảo, Cốc Phay, Đồng Tâm, Đồng Tiến, Kéo Hin, Ngưỡng Đồng, Pác Loan, Quỳnh Quản, Tân Chung, Tân Lập.